# Piégés (film, 2004)
Pour les articles homonymes, voir Piégé.
Pour plus de détails, voir Fiche technique et Distribution.
Piégés (Incautos) est un film espagnol réalisée par Miguel Bardem avec Victoria Abril et sorti en 2004

## Synopsis
Le film commence par un flash-back dans lequel Ernesto, pensionnaire dans une école religieuse, devient un maître du mensonge et de la mise en scène. Il simule d'abord un évanouissement qui lui apporte la bienveillance des prêtres et une exonération de corvées, mais cette nouvelle situation déplaît au « Gitan » le caïd des élèves, qui vient corriger Ernesto qui s'en sort avec un faux évanouissement. Plus tard il gagnera la confiance du Gitan en intervenant alors que celui-ci subit une punition corporelle et en accusant à tort un prêtre de vol, d'attouchements, et de faux témoignage... 
Devenus adultes, Ernesto effectue des vols et des petites escroqueries avec son copain le Gitan jusqu'à ce que ce dernier se fasse arrêter à la suite d'un casse de bijouterie. Ernesto fait ensuite la connaissance du Manchot, un vieil arnaqueur expérimenté qui lui apprend les ficelles de l'arnaque. Ernesto développe une relation spéciale avec le Manchot, puisqu'il le considère comme un père. Après plusieurs années de coups réussis, le Manchot lui présente Federico, un des plus grands spécialistes de l'escroquerie du pays. Le trio monte plusieurs coups dont la plupart réussissent jusqu'à ce qu'intervienne dans l'histoire, Pilar, une ancienne maîtresse de Federico. Celle-ci offre à son ancien amant la possibilité de réaliser le coup de leur vie, un « merle blanc », comme on dit dans le jargon de l'arnaque.
L'arnaque en question est compliquée à mettre en place, et nécessite des investissements, des mises en scène et des complicités. Et si tout se passe plutôt bien au début, les jalousies et les dissensions, puis les trahisons ne tardent pas à apparaître. Ainsi le Manchot avertit Ernesto que si Federico devient trop confiant à l'égard de Pilar, la situation va devenir dangereuse. Pilar et Federico mentent à Ernesto afin d'empocher la totalité du coup, le Manchot se fait assassiner en rentrant chez lui, tant et si bien qu'à la fin tout le monde trompe tout le monde, des mallettes contenant des billets de banques sont échangées contre des mallettes identiques remplies de journaux, des protagonistes font semblant de mourir à ce point qu'on ne sait plus qui tire les ficelles, et ce, jusqu'à la tragédie finale, qui voit Pilar tirer sur Federico. Ernesto s'enfuit avec une mallette et trois complices, ils font des projets d'avenir au soleil, puis saisis d'un scrupule ouvrent la mallette... remplie de papier journal.

## Fiche technique
- Titre : Piégés
- Titre original : Incautos
- Réalisateur : Miguel Bardem
- Producteur : Alquimia Cinema
- Scénario : Miguel Bardem et Carlos Martín
- Musique : Juan Bardem
- Photographie : Thierry Arbogast
- Pays :  Espagne
- Genre : Thriller et drame
- Durée : 110 minutes
- Dates de sorties
  - Espagne :  9 juillet 2004

## Distribution
- Ernesto Alterio (V. F. : Yann Peira) : Ernesto
- Alejandro Casaseca : Le Gitan
- Manuel Alexandre : Le manchot
- Federico Luppi (V. F. : Marc Cassot) : Federico
- Victoria Abril (V. F. : elle-même) : Pilar
- Gilbert Melki (V. F. : lui-même) : Mellado
- Manuel Morón : Orozco
- Christopher de Andrés : Luís Onieva

Sources et légende : Version française (V. F.) sur Symphonia Films, consultée le 9 décembre 2019

## Récompenses
- Festival international du film de Fort Lauderdale 2005 : Lauréat du meilleur film en langue étrangère